# Urs Bosshardt
Urs Bosshardt (* 18. Februar 1953 in St. Gallen) ist ein Schweizer Schauspieler.

## Leben
Bosshardt absolvierte eine Schauspielausbildung an der Scuola Teatro Dimitri in Verscio. Ab 1980 trat er in Theatern in der Schweiz auf. Grössere Bekanntheit erlangte er im Jahr 2000, als er in der von Charles Lewinsky produzierten Sitcom „Fertig lustig“ die Rolle des Max Bruggers übernahm. Er spielte auch in weiteren Produktionen des Schweizer Fernsehens mit.

## Filmografie
- 2000–2002: Fertig lustig (Schweizer Sitcom, SF)
- 2014: Tatort: Verfolgt (SRF)
- 2015: Gotthard (Fernsehfilm, Regie: Urs Egger)
- 2017: Die göttliche Ordnung (Kinofilm, Regie: Petra Volpe)
- 2019: Der Bestatter – Blutsbande (Fernsehserie)
- 2020: Frieden (Fernsehserie)
- 2025: Maloney – Der Lift (Fernsehserie)